# Доминиканская коммунистическая партия
Доминиканская коммунистическая партия (исп. Partido Comunista Dominicano) — коммунистическая политическая партия Доминиканской Республики.  Печатный орган партии — газета «El Popular» («Популар»).
Основана в 1944 на базе марксистских кружков под названием Доминиканская революционно-демократическая партия. С 1946 по 1965 называлась Доминиканская народно-социалистическая партия. В августе 1965 года партия приняла нынешнее название. 
В 1947 году была объявлена вне закона и подвергнута антикоммунистическим репрессиям (среди убитых в тюрьмах коммунистов был один из основателей партии, Фреди Вальдес). Принятие устава и решения о выработке программы, а также Секретариата ЦК партии, было осуществлено в июне 1955 года на конференции ДНСП, имевшей характер съезда. 
В июне 1959 году компартия приняла участие в вооружённом выступлении против диктатора Рафаэля Трухильо. После убийства последнего в 1961 году и прихода к власти левого политика Хуана Боша в феврале 1963 года перешла на полулегальное положение и участвовала в создании демократических профсоюзов. Однако уже в сентябре 1963 года Бош был свергнут правым военным переворотом, и 9 октября 1963 года ДНСП была вновь официально запрещена. 
В марте 1965 года партия выдвинула лозунг восстановления демократического строя на основе конституции 1963 года — вскоре началась гражданская война, в которой коммунисты выступали на стороне конституционалистов вокруг Доминиканской революционной партии Хуана Боша против правительственных сил и армии США.
Партия была официально легализирована в ноябре 1977 года, в следующем году впервые приняла участие в парламентских и президентских выборах, а в марте 1979 года провела первый легальный съезд с момента учреждения партии.
В 1996 году ДКП объединилась с Революционной силой 21 июля (FR 21), Революционной и Народно-освободительной группой (FRLP) и Освободительным движением 12 января (ML-12) для формирования новой партии «Сила революции».